# Festuca steinbachii
Festuca steinbachii är en gräsart som beskrevs av Evgenii Borisovich Alexeev. Festuca steinbachii ingår i släktet svinglar, och familjen gräs.
Artens utbredningsområde är Bolivia. Inga underarter finns listade i Catalogue of Life.